# Comunidad de villa y tierra de Ucero
La Comunidad de villa y tierra de Ucero fue una de las comunidades de villa y tierra de la Extremadura castellana, que tuvo vigencia desde el siglo XII hasta el siglo XIX. Situada en las actuales provincias de Soria, Guadalajara y La Rioja , en la región española de Castilla la Vieja, hoy en las comunidades autónomas de Castilla y León, Castilla-La Mancha y La Rioja.Todo el territorio de esta comarca se encuentra en la provincia de Soria.
Con el nombre de Partido de Ucero formaba parte de la Intendencia de Soria, en la región española de Castilla la Vieja, hoy comunidad autónoma de Castilla y León.

## Geografía

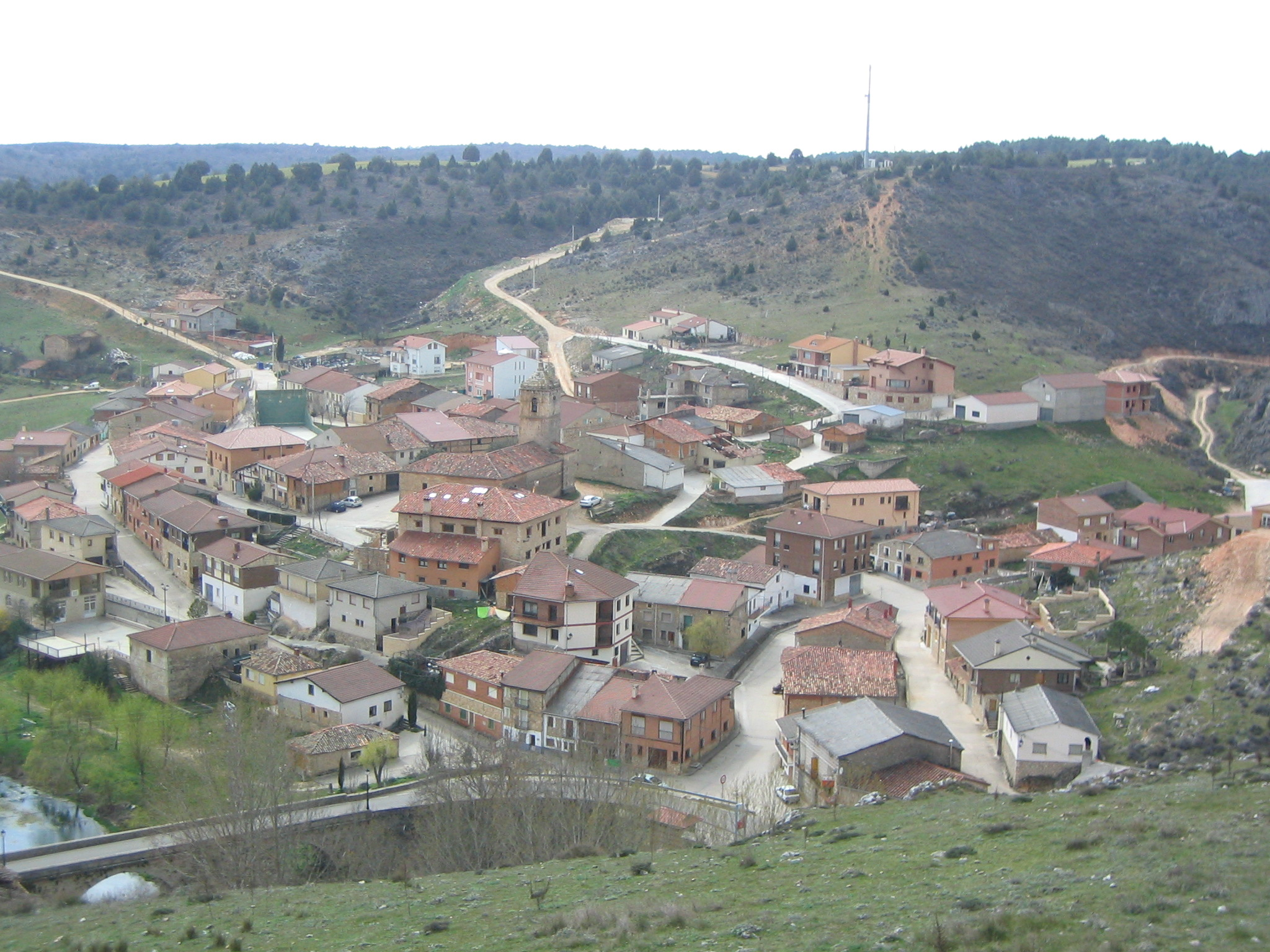
Vista general de Ucero.

Comprende una parte importante del parque natural del Cañón del Río Lobos y tiene como eje el río Ucero.
Linda al norte con el concejo de San Leonardo, al sur con la Tierra de El Burgo, al este con el sexmo de Frentes de la Comunidad de Villa y Tierra de Soria y al oeste con la Jurisdicción de Espeja.

## Lugares que comprendía
La superficie era de 183.76 km² y contaba como centro el castillo de Ucero y un número de aldeas que oscilaba de entre 6 y las once siguientes, todas con jurisdicción de abadengo.
Entre paréntesis figura el municipio al que pertenecían a finales del siglo XX.
| - Aylagas (Valdemaluque). - Cantalucía (Talveila). - Cubillos (Cubilla). | - Fuentecantales (Talveila). - Herrera de Soria - Nafría de Ucero | - Rejas (Nafría de Ucero). - Ucero | - Valdeavellano de Ucero (Valdemaluque) - Valdelinares (Valdemaluque) - Valdemaluque |  |

En el término de la Comunidad de Herrera de Soria, Nafría de Ucero y Ucero se encuentra la ermita de San Bartolomé construida por los caballeros templarios, con el título de San Juan de Utero.

## Historia

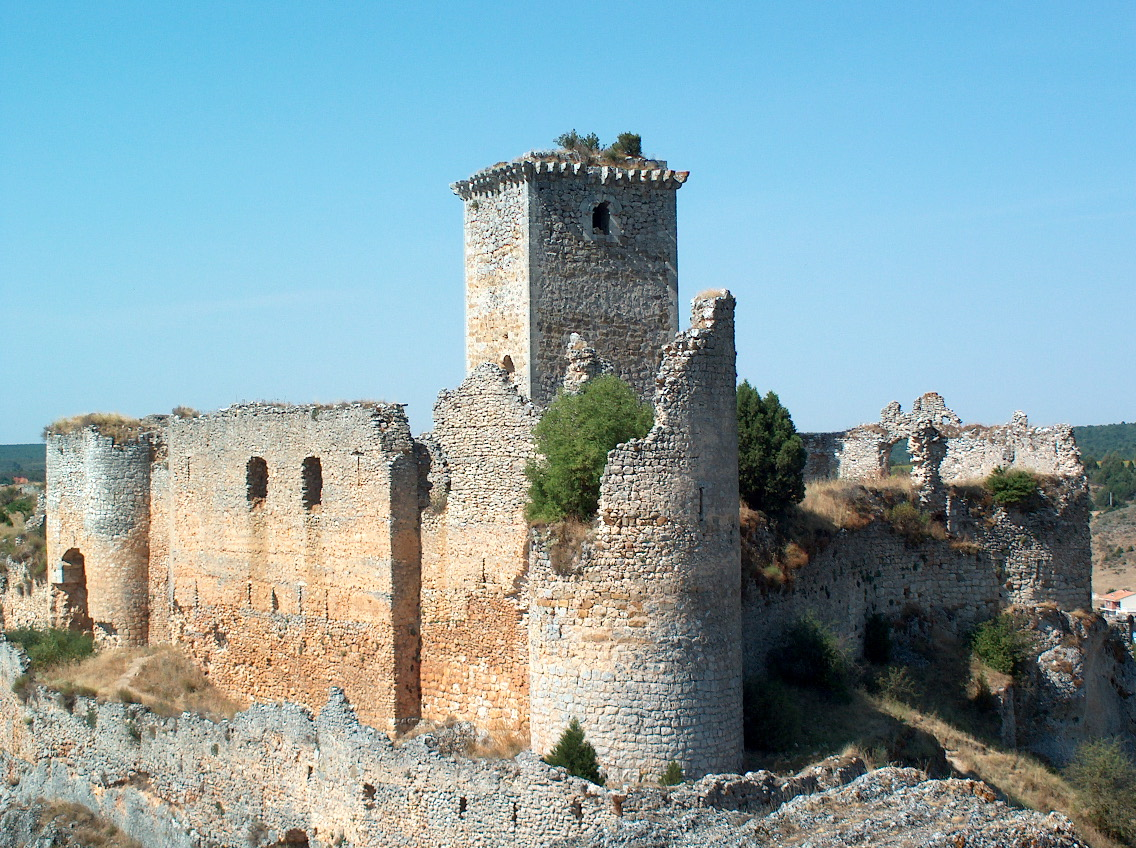
Vista general del castillo de Ucero

La villa medieval de Ucero se fundó tras la repoblación de Osma en el siglo XII, organizándose en Comunidad de Villa y Tierra que luego se convertiría en Señorío.
Su primer señor feudal de nombre conocido fue Juan García de Villamayor
La compra de la villa, castillo y aldeas por la Dignidad Episcopal de Osma supuso que durante el Antiguo Régimen todos los lugares tenían con jurisdicción de abadengo y bajo la autoridad del Alcalde Mayor de Señorío, nombrado por el Obispo de Osma. Esta situación duró cinco siglos.